# SN 2007Z
SN 2007Z – supernowa typu II odkryta 17 lutego 2007 roku w galaktyce PGC0016993. W momencie odkrycia miała maksymalną jasność 17,50m.